# 法老似天竺魚
法老擬天竺魚（學名：Apogonichthyoides pharaonis），又稱法老似天竺鯛，為輻鰭魚綱鈎頭魚目天竺鯛科擬天竺魚屬下的一個種，分布於西印度洋，從埃及、蘇伊士運河，南至南非德班北部，東至巴基斯坦海域，且經蘇伊士運河遷徙至地中海，深度0至2公尺，本魚體延長，長橢圓形，體稍側扁，頭大、眼大，直徑大於眼睛和鼻子之間的距離，口大且斜裂，頜齒細小，鋤骨和腭骨通常具齒，舌上無齒，前鰓蓋骨有光滑的脊和鋸狀邊緣，體被弱櫛鱗，背鰭2個，尾鰭截形，身體灰棕色，每個背鰭都有一個黑色橫條，最後一個條紋位於尾柄上。第一個橫條中有一個典型的黑色眼斑，周圍有一個黃色環，第一背鰭的前緣是黑色，而腹鰭的前緣是白色，體長可達9.5公分，棲息在礁石區，屬肉食性，以小型無脊椎動物為食，夜行性，繁殖期時，雄魚具有口孵習性，卵約7日化成仔魚，由雄魚吐出，具短暫的仔魚飄浮期，生活習性不明。